# Mulambakwena
Mulambakwena est une ville du Botswana.